# 鹿島 (広島県)

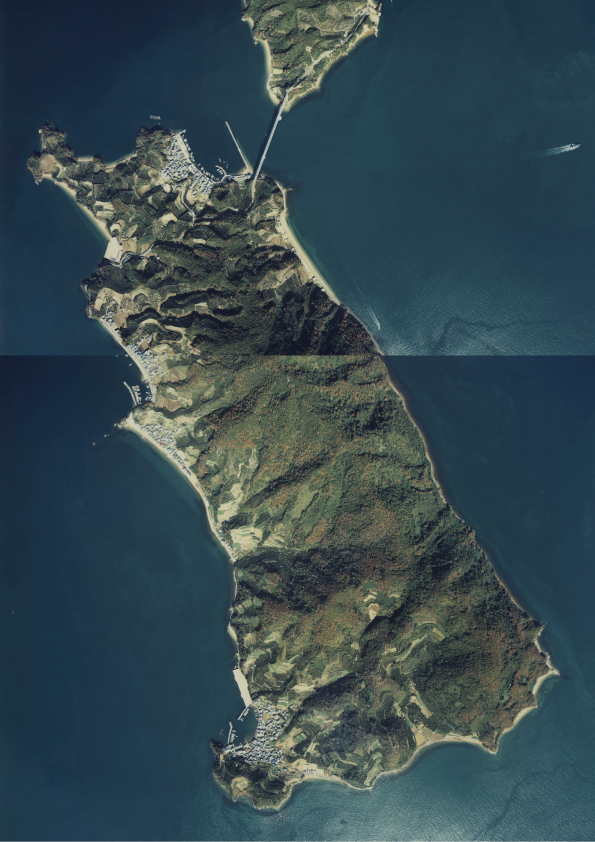

鹿島（かしま）は広島県呉市にある島である。

## 概要
広島県の有人島としては最南端にある。

## 自然
河川
- 宮ノ口川

## 施設
- 鹿島郵便局
- NHK広島倉橋中継局
- 倉橋町立鹿島小学校 - 2002年に閉校[注 1]
- 倉橋町立鹿島中学校 - 1987年に閉校[注 2]

## 交通
道路
- 広島県道285号宮ノ口瀬戸線
- 鹿島大橋

バス
- 倉橋交通
  - 桂浜温泉館～室尾～鹿老渡～鹿島小学校～宮ノ口[注 3]

港湾
- 宮ノ口港
- 瀬戸漁港